# Solution de Fowler
La solution de Fowler ou liqueur de Fowler est un médicament (ou un tonique), découvert en 1786 par Thomas Fowler, et prescrit pour divers troubles pendant plus de 150 ans.

## Composition et propriétés
La solution de Fowler (Kali Arsenicosum ou Kali arseniatum) est une solution à 1 % d'arsénite de potassium.
Sa formule chimique est KAsO2.
La solution de Fowler est dangereuse du fait de la nature toxique et cancérigène de l'arsenic inorganique. Parmi les effets secondaires rapportés pour la solution de Fowler, citons :
- cirrhose hépatique ;
- hypertension portale idiopathique ;
- cancer de la vessie ;
- cancers de la peau.

## Mention dans la littérature
La liqueur de Fowler apparaît dans plusieurs romans, utilisée pour des empoisonnements ou des tentatives d'empoisonnement ; notamment Thérèse Desqueyroux de François Mauriac ou Le Château des Bois-Noirs de Robert Margerit.